# Henstead with Hulver Street
Henstead with Hulver Street är en civil parish i distriktet East Suffolk i grevskapet Suffolk i England. Orten har 408 invånare (2011).